# Enfants morts
 (juillet 2020).
- Si vous ne connaissez pas le sujet, laissez ce bandeau (vous pouvez alors contacter les auteurs).
- Si vous supprimez le contenu mis en cause (vous pouvez préalablement contacter les auteurs),

argumentez précisément cette suppression dans la page de discussion
(un manque de référence n'est pas un argument ; une recherche réelle de référence doit avoir été effectuée, être formellement documentée).
Enfants morts (Dead Kids en VO) est le premier épisode de la saison 22 de South Park, et le 288e épisode de la série. Cet épisode fait une grande référence aux fusillades des adolescents aux États-Unis (dans leurs écoles).
Les fusillades scolaires donnent une psychose à Sharon, alors que Cartman veut faire chanter Token pour réussir son prochain contrôle.

## Résumé
Les enfants reçoivent les résultats de leur contrôle de maths, Cartman remarque qu'il a faux à ce contrôle alors qu'il a copié Token Black qui a juste pendant qu'une fusillade se produit sans que personne s'en soucie.
En sortant de l'école Sharon Marsh débarque toute effrayée par la fusillade, elle emmène Stan de force à la maison. En dînant Sharon demande à Stan ce qu'il s'est passé, il dit qu'il a eu faux à un contrôle de maths et qu'il y a eu une fusillade. Randy Marsh se fiche totalement de la fusillade et demande à Stan ce qui s'est passé pendant son contrôle, ce qui énerve Sharon (qui est la seule à se soucier des fusillades à l'école).
Randy lui demande ce qu'elle a puis il organise une réunion de parents pour parler des fusillades dans l'école, puis c'est Butters qui est choisi comme surveillant de couloirs.
Cartman change totalement ses vêtements et est habillé à la manière de Jessica Jones et bloque Token aux toilettes ; il compte bien lui faire avouer son crime en le faisant chanter avec l'effet que Black Panther a eu sur les Afro-Américains.
Randy est totalement perturbé par le comportement de Sharon, Gérald et Stephen disent à Randy qu'ils soupçonnent Sharon d'avoir une ménopause. Celle-ci va voir un psy mais Randy fait des signes au médecin avec un mouchoir rouge pour dire qu'elle a la ménopause ce qui lui vaut une dispute avec Sharon. De son côté, Cartman vient chez les Black (la famille de Token) pour les amadouer à propos de Black Panther mais il apprend par ses parents que Token n'est pas encore allé voir le film.
Mais le petit gros croit qu'on ne veut pas lui dire la vérité ; après l'avoir bloqué aux toilettes une seconde fois, Token jure sur la vie de sa mère qu'il n'a pas vu Black Panther mais Cartman croit qu'il n'a pas aimé le film.
Harriel (la mère d'Henrietta la gothique et de Bradley qui est PralineMentheCerise) et Linda attirent Sharon à l'école en lui faisant croire qu'il y a une fusillade. Quand elles arrivent, Randy est habillé tout en blanc avec une rose dans la poche se met à chanter Where Do I Begin ? de Love Story pour détendre cette dernière.
Alors qu'une nouvelle fusillade commence, Token et Cartman se dirigent à toute vitesse en classe en esquivant les balles.
Avec l'aide de Butters qui les rejoint, ils arrivent tous les 3 à temps et Cartman copie librement sur Token. Mais croyant être piégé, Cartman roule sa copie en boule et arrête de copier sur Token.
Lorsque la fusillade se termine, Sharon est hors d'elle. Les autres parents supplient la mère de Stan de se calmer mais elle veut que tout le monde soit triste et inquiet (par rapport aux fusillades à l'école). Les parents s'en vont disant que ça sent les mauvaises ondes, puis Sharon se retrouve dans le jardin seule.
Randy apprend à sa femme qu'une nouvelle fusillade s'est produite, et que Stan a été touché lors la fusillade. Sharon arrête de s'inquiéter ce qui rassure Randy, elle se calme à ce sujet et Randy et Sharon se font un câlin sans se préoccuper du sort de Stan.